# مارک والاس
مارک دیوید والاس (زادهٔ ۳۱ دسامبر ۱۹۶۷)، تاجر، سیاستمدار سابق و وکیل آمریکایی است که در مناصب مختلف دولتی، سیاسی و خصوصی خدمت کرده است. او در دوران ریاست جمهوری جورج دبلیو بوش در سمت‌های مختلفی از جمله سفیر ایالات متحده در سازمان ملل متحد حضور داشت. والاس تا سال ۲۰۱۹ مدیرعامل اتحاد علیه ایران هسته‌ای (UANI)، پروژه مبارزه با افراط‌گرایی (CEP) و پروژه دموکراسی ترکیه بود.

## زندگی
والاس در دانشگاه میامی تحصیل کرد و در آنجا هم مدرک کارشناسی و هم مدرک حقوق (J.D.) خود را دریافت کرد. او با نیکول والاس ازدواج کرده بود، یک تحلیلگر سیاسی که سابقه کار به عنوان مدیر ارتباطات رئیس‌جمهور جورج دبلیو بوش و همچنین مشاور ارشد در کمپین ریاست‌جمهوری جان مک‌کین در سال ۲۰۰۸ را داشت.

## دورهٔ شغلی
قبل از ورود به خدمات دولتی، والاس یک وکیل دادگاهی در زمینهٔ دعاوی تجاری در شهر میامی، فلوریدا بود و همچنین مدیر حقوقی هیئت نظارتی بحرانی مالی شهر میامی در ایالت فلوریدا را بر عهده داشت. او دوران سیاسی خود را تحت نظر جان رابرت جب بوش، فرماندار ایالت فلوریدا آغاز کرد و در کمپین‌های انتخاباتی او در سال‌های ۱۹۹۴، ۱۹۹۸ و ۲۰۰۲ نقش فعالی ایفا کرد.
در سال ۲۰۰۰، والاس نقش کلیدی در کارگروه حقوقی فرماندار جورج دبلیو بوش در بازشماری آراء در ایالت فلوریدا (که نتیجهٔ انتخابات ریاست‌جمهوری آمریکا را تعیین کرد) داشت. او به عنوان مشاور حقوقی کمپین در فلوریدا فعالیت کرد و سخنگوی تیم حقوقی در برخی از رسانه‌های ملی بود. والاس در فیلم تلویزیونی HBO با عنوان بازشماری (Recount) به خاطر نقشش در این مبارزات انتخاباتی در حال مناقشه تصویر شد.
در طول دوران ریاست جمهوری بوش، از سال ۱۹۹۹ تا ۲۰۰۳، والاس در پست‌های مختلف مدیریت حقوقی در دولت فدرال خدمت کرد. در سازمان مدیریت بحران فدرال (FEMA)، او تمامی امور مربوط به دفتر مدیر حقوقی FEMA را نظارت و مدیریت کرد و در راستای بازیابی پس از حملات ۱۱ سپتامبر ۲۰۰۱ در نیویورک و مرکز تجاری جهانی (World Trade Center) به عنوان مشاور اصلی این سازمان عمل کرد.
همچنین او به عنوان مدیر حقوقی کل وزارت دادگستری آمریکا (DOJ) و سازمان خدمات مهاجرت و گواهی‌های شهروندی (INS) فعالیت کرد و در طی انتقال INS از زیرمجموعهٔ DOJ به وزارت امنیت داخلی (DHS) در قالب قانون امنیت داخلی ۲۰۰۲، نقش محوری داشت. پس از این بازسازماندهی، والاس به عنوان اولین مشاور حقوقی ارشد برای اداره کنترل مهاجرت و گمرک (ICE) و اداره خدمات شهروندی و مهاجرت (USCIS) در وزارت امنیت داخلی منصوب شد.
در سال ۲۰۰۳، والاس به پویش انتخاباتی مجدد رئیس‌جمهور جورج دبلیو بوش به عنوان معاون مدیر پویش پیوست. علاوه بر مسئولیت‌های روزانه در مدیریت پویش ملی، والاس نقاط ارتباطی اصلی با کنوانسیون ملی جمهوری‌خواهان بود، نمایندهٔ پویش در مذاکرات مربوط به مناظره‌ها شد و رهبری تیم مناظره‌های کمپین را در مناظره‌های ریاست‌جمهوری و معاونت ریاست‌جمهوری بر عهده داشت.
در فوریه ۲۰۱۳، والاس و همسرش به‌طور عمومی از اعتراف قانونی به ازدواج هم‌جنسی حمایت کردند و در یک بیانیهٔ دوستان قضات (amicus brief) که به دیوان عالی ایالات متحده ارسال شد، این حمایت را اعلام کردند.

## اتحاد علیه سلاح هسته‌ای ایران (UANI)
والاس مدیر عامل سازمان اتحاد علیه سلاح هسته‌ای ایران (UANI) بود که با هدف جلوگیری از دستیابی ایران به سلاح‌های هسته‌ای تأسیس شد. والاس در سال ۲۰۰۸ این سازمان را با مشارکت ریچارد هُلبروک (که پس از آن درگذشت) و دنیس روس بنیان نهاد. در اوت ۲۰۱۵، جوزف لیبرمن، سناتور سابق کنتیکت، به عنوان رئیس هیئت مدیرهٔ این گروه منصوب شد.
در دوران رهبری والاس، UANI و هیئت مشاور آن گسترش یافت و شامل شخصیت‌های برجستهٔ پیشین دولتی و قانونگزاران شد، از جمله:
- فران تاونسند، مشاور اسبق وزارت امنیت داخلی آمریکا،
- مِیر داگان و تمیر پاردو، رؤسای پیشین سازمان اطلاعات خارجی اسرائیل (مخابرات)،
- دکتر آگوست هَنینگ، رئیس پیشین سرویس اطلاعات آلمان،
- سر ریچارد دیرلاو، رئیس پیشین سازمان اطلاعات بریتانیا (MI6)،
- و همچنین جان رابرت بوش (فرماندار سابق فلوریدا) و بیل ریچاردسون (فرماندار سابق نیومکزیکو) و دیگران.

در اوت ۲۰۱۳، محمدجواد ظریف، وزیر امور خارجهٔ ایران، UANI را «بزرگ‌ترین لابی فعال علیه ایران» خطاب کرد. ماه بعد، در اولین سخنرانی خود در مجمع عمومی سازمان ملل، حسن روحانی، رئیس‌جمهور وقت ایران، به‌طور عمومی از این گروه انتقاد کرد و آن را «افراطی» خواند و گروهی جدید به نام «جهان ضد خشونت و افراطی‌گری» را معرفی کرد؛ اقدامی که به روشنی در واکنش به اتحاد علیه برنامه هسته‌ای ایران صورت گرفته بود.

### فعالیت‌های UANI
از زمان تأسیس، والاس رهبری UANI را در آغاز کمپین‌هایی بر علیه بیش از هزار شرکت بر عهده داشته است که دارای ارتباط تجاری با ایران بودند. پس از این کمپین‌ها، ده‌ها شرکت چندملیتی از جمله:
- جنرال الکتریک (General Electric)
- هانتسمن (Huntsman)
- کاترپیلار (Caterpillar)
- اینجرسول رند (Ingersoll Rand)
- پورشه
- هیوندای (Hyundai)
- فیات (Fiat)
- رویال داچ شل (Royal Dutch Shell)
- ترِکس (Terex)
- و سیemens (سیمنس)

فعالیت‌های خود در ایران را متوقف کردند.
والاس و UANI همچنین اولین کمپین موفق را برای ترغیب یک شرکت چینی به منظور قطع همکاری با ایران رهبری کردند. پس از مذاکرات متعدد میان والاس، UANI و شرکت هوآوِی (Huawei)، این شرکت اعلام کرد که تصمیم گرفته است فعالیت‌های خود در ایران را کاهش دهد. این تصمیم هوآوی و نقش UANI به‌طور گسترده در رسانه‌های معتبری مانند وال استریت ژورنال، فایننشیال تایمز و رویترز پوشش داده شد.

در گفت‌وگویی با وال استریت ژورنال، والاس دربارهٔ این تصمیم گفت:
«این یک دستاورد بزرگ است. برای اولین بار یک شرکت بزرگ چینی در برابر محکومیت‌های بین‌المللی از رژیم سختگیرانهٔ ایران، فعالیت‌های خود را در ایران متوقف کرده است.»

### کمپین علیه سوئیفت (SWIFT)
والاس و UANI پویشی را آغاز کردند تا سوئیفت (شبکه انتقال اطلاعات مالی بین‌المللی) را مجبور کنند روابط خود با بانک‌ها و مؤسسات مالی ایران را قطع کند. این کمپین استدلال می‌کرد که SWIFT با اختصاص کدهای BIC و دسترسی به شبکه خود به بانک‌های ایرانی، در واقع نظام تحریم‌های آمریکا و اتحادیه اروپا را نقض می‌کند و این بانک‌ها را قادر به دسترسی به سیستم مالی جهانی می‌کند.

در پی این کمپین، SWIFT اعلام کرد که قصد دارد با تحریم‌های جدید اتحادیه اروپا همکاری کند و خدمات پیام‌رسانی خود را به بانک‌های تحت تحریم ایرانی متوقف کند. والاس در واکنش گفت:
«این گامی مثبت و مهم است و به‌طور واقعی باعث ایجاد مشکلاتی جدی برای رژیم [ایران] خواهد شد.»
تصمیم SWIFT و کمپین UANI در رسانه‌های جهانی به‌طور گسترده پوشش داده شد.